# Święty Jakub Młodszy (obraz El Greca)
Święty Jakub Młodszy – obraz hiszpańskiego malarza pochodzenia greckiego Dominikosa Theotokopulosa, znanego jako El Greco.
Wizerunek Świętego Jakuba Młodszego należał do cyklu zwanego Apostolados. El Greco kilkakrotnie podjął się namalowania cyklu dwunastu portretów świętych i portretu Zbawiciela. Wszystkie miały te same formaty, sześciu apostołów zwróconych jest w prawo, sześciu w lewo a Chrystus frontalnie błogosławi wiernych. Wszystkie obrazy przeznaczone były do jednego pomieszczenia. Do dziś zachowały się w komplecie jedynie dwa zespoły; jeden znajduje się w zakrystii katedry w Toledo a drugi w Museo del Greco.

## Historia
Pochodzenie całej serii i historia ich pozyskania przez muzeum nie jest do końca jasna. Do niedawna sądzono, że pochodziły ze Szpitala Santiago de Toledo, do którego trafiły w roku 1848, po konfiskacie dóbr kościelnych. Stamtąd zostały przeniesione do kościoła w klasztorze św. Piotra z Werony (San Pedro Martir), a następnie do Regionalnego Muzeum założonego w klasztorze San Juan de los Reyes. W ostatnim czasie odkryto dokumentację, na podstawie której stwierdzono, że płótna nie należały do Szpitala Santiago de Toledo, ale do Przytułku dla biednych pw. św. Sebastiana (Asilo de Pobres de San Sebastián) założonego w 1834 roku. Obrazy zostały ofiarowane przytułkowi przez Marceliana Manuela Rodrigueza, proboszcza mozarabskiego kościoła św. Łukasza. W 1909 roku obrazy przeniesiono utworzonego z inicjatywy markiza de la Vega Inclán muzeum i od tamtej pory należą do jego stałej kolekcji.

## Opis obrazu
Święty Jakub Młodszy tradycyjnie został przedstawiony w tunice i zielonym płaszczu trzymającego w ręku książkę, będącą jego atrybutem. W rysach człowieka Wschodu dopatrywano się podobizny El Greca, który również miał wąską głowę, wysokie czoło, orli nos i czerwone, wąskie usta. Święty wykonuje charakterystyczny gest dłonią skierowaną do widza. brak atrybutów świętego powodowało wiele trudności z jego identyfikacją. W dłoniach trzyma świętą księgę, tę samą którą trzyma Apostoł Łukasz czy Apostoł Bartłomiej z kolejnych wizerunków z serii Apostolados.

## Inne wersje
- Święty Jakub Młodszy – (1608-14)[1] (1605-10)[2], 100 × 76 cm, Katedra w Toledo; wizerunek apostoła identycznie przedstawiony jak w wersji z muzeum El Greca.